# Тролленхаген
Тролленхаген (нем. Trollenhagen) — община в Германии, в земле Мекленбург-Передняя Померания.
Входит в состав района Мекленбург-Штрелиц. Подчиняется управлению Неферин. Население составляет 945 человек (на 31 декабря 2010 года). Занимает площадь 17,81 км².